# Hadrodontes kigezia
Hadrodontes kigezia är en fjärilsart som beskrevs av Van Someren 1963. Hadrodontes kigezia ingår i släktet Hadrodontes och familjen praktfjärilar. Inga underarter finns listade i Catalogue of Life.